# Gaspard Gantzer
Pour les articles homonymes, voir Gantzer.
Gaspard Gantzer, né le 8 septembre 1979 à Paris, est un haut fonctionnaire, homme politique et chef d'entreprise français.
Élève de l'ENA, il occupe d'abord différents postes à la mairie de Paris. De 2014 à 2017, il est conseiller chargé des relations avec la presse, chef du pôle communication à la présidence de la République française, auprès de François Hollande.
D’abord militant au Parti socialiste (PS), il s'en éloigne à partir de 2017 pour rejoindre La République en marche (LREM) en 2020.
En vue des élections municipales de 2020, il lance le mouvement « Parisiennes, Parisiens » et annonce sa candidature à la mairie de Paris. Il rallie finalement LREM comme tête de liste dans le 6e arrondissement mais n'est pas élu.

## Biographie

### Jeunesse et études
Né le 8 septembre 1979 à Paris, fils d'un ostéopathe et d'une pédiatre, Gaspard Gantzer a passé son enfance dans le 15e arrondissement. Il est décrit par le quotidien Libération comme « l’archétype du bobo parisien cool, sûr de lui ».
En 2001, il sort diplômé de l'Institut d'études politiques de Paris (Sciences-Po Paris) et en 2004 de l'ENA (promotion Léopold Sédar Senghor).
Il a été marié à la conseillère en communication Émilie Lang, avec laquelle il a élevé leurs quatre enfants dans le 16e arrondissement de Paris.

### Parcours politique

#### Débuts
En 2002, à 23 ans, Gaspard Gantzer adhère au Parti socialiste. En 2004, à sa sortie de l'ENA, il intègre le corps des administrateurs civils et est affecté au ministère du Travail (direction générale du Travail).
Lors de la campagne présidentielle de 2007, il soutient la plate-forme Désirs d'avenir de Ségolène Royal. En 2007, il est détaché auprès du Centre national du cinéma et de l'image animée (CNC). En 2008, il devient le directeur de cabinet de Christophe Girard, alors adjoint au maire de Paris chargé de la Culture,.
De 2010 à 2012, il est conseiller en communication à la mairie de Paris, puis, de mai 2012 à janvier 2013, porte-parole du maire de Paris Bertrand Delanoë.
Il soutient Dominique Strauss-Kahn en vue de la primaire citoyenne de 2011, puis, après son retrait causé par l'affaire du Sofitel, Martine Aubry.
De janvier 2013 à avril 2014, il est le conseiller en communication et presse du ministre des Affaires étrangères Laurent Fabius au quai d'Orsay. Il tente de moderniser la communication du ministère en créant un blog des ambassadeurs et en donnant plus de place aux chaînes d'information en continu dans les voyages officiels, plutôt qu'à la seule presse diplomatique.

#### Conseiller du président François Hollande
Après un passage de quelques jours au cabinet de Stéphane Le Foll, porte-parole du gouvernement, Gaspard Gantzer est nommé le 23 avril 2014 « conseiller chargé des relations avec la presse, chef du pôle communication, à la présidence de la République » dans un communiqué du palais de l'Élysée. Il prend ses fonctions le jour suivant dans le cabinet du président de la République française François Hollande, en remplacement d'Aquilino Morelle,.
Inconnu jusque-là de François Hollande, c'est son amitié avec Nicolas Revel, ancien de la mairie de Paris, et avec Emmanuel Macron, qu'il a connu à l'ENA, ainsi que les chaudes recommandations de Robert Zarader et Jean-Pierre Jouyet, qui l'auraient aidé à obtenir le poste,,.
De concert avec le secrétaire général de l’Élysée Jean-Pierre Jouyet, Gaspard Gantzer milite en faveur de la nomination d'Emmanuel Macron au ministère de l’Économie, qui est effective en août 2014.
Il organise notamment les rencontres du président avec des « Français ordinaires » dont l'une est largement commentée par la presse par son aspect visible de « mise en scène »,,. D'autres moments de sa communication suscitent « la risée » des réseaux sociaux.
À l'occasion du remaniement de février 2016, François Hollande envisage de lui confier le secrétariat d'État à la Jeunesse et aux Sports, voire le poste de porte-parole du gouvernement ; Stéphane Le Foll s'y oppose.
En novembre 2016, il se déplace à New York pour assister à la victoire de Hillary Clinton. Persuadé de la victoire de la candidate démocrate, l’Élysée n'avait rédigé aucune lettre de félicitations à l’intention du candidat républicain Donald Trump.

#### Ralliement à Emmanuel Macron
Le 11 mai 2017, il est investi par La République en marche pour être candidat aux élections législatives de 2017 dans la 2e circonscription d'Ille-et-Vilaine aux scores très favorables pour Macron à l'élection présidentielle (plus de 35 % au premier tour et plus de 85 % au second). Ce « parachutage » est critiqué par ses opposants politiques ainsi que par le président de la région Bretagne Jean-Yves Le Drian, soutien d'En marche. Dès le lendemain, il renonce à sa candidature. Laurence Maillart-Méhaignerie le remplace et est finalement élue députée.

#### Élections municipales de 2020 à Paris
En vue des élections municipales de 2020 à Paris, il lance en octobre 2018 le mouvement « Parisiennes, Parisiens », un rassemblement de citoyens voulant s'impliquer dans le débat public parisien,. Le 12 mars 2019, il annonce sa candidature pour succéder à Anne Hidalgo,,. Il se présente comme « le candidat des classes moyennes et même de toutes les familles parisiennes ». Il propose notamment de supprimer le boulevard périphérique, et prône la gratuité totale des crèches.
Dans les sondages, ses listes sont créditées de 4 % en septembre 2019 puis de seulement 1 % en février 2020. Il renonce finalement à se présenter le 20 février, expliquant avoir échoué à « créer une dynamique ». Alors que l'année précédente, il affirmait qu'il irait « jusqu’au bout, sans ralliement », il rejoint finalement Agnès Buzyn, nouvelle candidate de La République en marche (LREM) après le désistement de Benjamin Griveaux, affirmant qu’une « nouvelle donne politique s'est ouverte avec la désignation d'Agnès Buzyn », assurant n'avoir « rien négocié de personnel » avec cette dernière. Critiques à l'égard de cette décision, à laquelle ils n'ont pas été associés et qu'ils ont découverte dans la presse, onze têtes de liste sur dix-sept de « Parisiennes, Parisiens » annoncent leur intention de poursuivre leur campagne, sans Gaspard Gantzer,. Le lendemain, alors qu'il s'était engagé depuis octobre 2019 dans le 15e arrondissement, Gaspard Gantzer est « parachuté » par Agnès Buzyn comme tête de liste LREM dans le 6e arrondissement,. À l’issue du premier tour, il recueille 23 % des voix, contre 38 % pour le maire sortant Jean-Pierre Lecoq. Sa liste termine en troisième position lors du second tour, avec 14 % des suffrages exprimés, et n’obtient aucun siège.

### Activités professionnelles parallèles
En juillet 2017, Gaspard Gantzer crée une agence de conseil en communication et de relations publiques (« 2017 ») avec Roman Abreu et Denis Pingaud,. L'agence de communication a obtenu plusieurs marchés dont la communication de Airbnb en contentieux avec la ville de Paris. Celle-ci assigne en justice la plateforme de location pour avoir violé la loi Elan et réclame une amende de 12,5 millions d'euros. Néanmoins Gaspard Gantzer déclare ne pas intervenir sur le volet judiciaire entre la mairie de Paris et la plateforme touristique. Dans le secteur public, l'agence gère la communication de Numérique en commun(s), un événement destiné à faire la promotion des mesures pour lutter contre l'illettrisme numérique organisé indirectement par Mounir Mahjoubi. Gaspard Gantzer et Mounir Mahjoubi, qui envisagent de se présenter à la mairie de Paris en 2020, ne sont pas en relation directe sur cette mission. Pour se consacrer aux élections municipales avec son mouvement « Parisiennes, Parisiens », il quitte ses fonctions le 1er juillet 2019.
En septembre 2017, il rejoint l'équipe d'On refait le monde de Marc-Olivier Fogiel sur RTL. Il participe à partir de novembre 2017 à l'émission dominicale L'Esprit public sur France Culture. Il joue le rôle d'un conseiller en communication dans le film Le Poulain (2018).
Parallèlement à ses activités professionnelles et politiques, il intervient lors de séminaires et cours auprès d'étudiants de Sciences Po Paris, de École des nouveaux métiers de la communication, de Sciences Po Lille et d'HEC Paris.
En 2018, Libération indique qu'il conseille le média web Konbini, « site populaire chez les 18-25 ans, plus connu pour ses courts articles sur les séries et ses vidéos pop sponsorisées par des marques comme Coca-Cola que pour ses longues enquêtes ».
En septembre 2020, il rejoint l'émission Balance ton post ! animée par Cyril Hanouna sur C8, en tant que chroniqueur.
En 2021, la société Gaspard Gantzer, qu'il préside, déclare auprès de la Haute autorité pour la transparence de la vie publique réaliser des actions de lobbying pour le compte de Keolis.

## Polémique

### Gilets jaunes
En février 2019, Gaspard Gantzer est l'objet d'une polémique après avoir déclaré lors d'un débat sur le mouvement des Gilets jaunes : « mais enfin ils ont le droit de manifester malheureusement, même s’ils sont cons, je suis désolé de le dire. C’est sûr que si on faisait des tests de QI à l'entrée des manifestations, il n'y aurait pas grand monde ». Gaspard Gantzer s'est par la suite excusé expliquant : « Je suis très attaché à la liberté d’expression et de manifestation. Tout le monde a le droit de dire ce qu’il pense et de l’exprimer dans la rue, tant qu’il respecte la loi et agit de façon non violente ».

### Caviardages Wikipédia
Gaspard Gantzer rouvre son agence de communication début 2021, après son échec aux élections municipales de 2020,. Dans le contexte des élections régionales de 2021, Numerama fait savoir qu'il a contribué à aider le candidat Laurent Saint-Martin en « caviardant » sa page Wikipédia via son agence de communication Gantzer.

## Activités médiatiques et artistiques

### À la radio et à la télévision
- 2017-2019 : chroniqueur dans On refait le monde sur RTL
- 2017-2018 : chroniqueur dans L'Esprit public sur France Culture
- 2020- : chroniqueur dans Balance ton post ! sur C8
- 2021- : débatteur dans "Europe Soir Week-end" sur Europe 1

### Filmographie
- 2018 : Le Poulain de Mathieu Sapin : Edwin, un conseiller en communication

### Ouvrages
- La Politique est un sport de combat, Fayard, 2017.
- Nous autres parisiens, Fayard, 2019.
- Êtes-vous encore de gauche ? - Dans les coulisses de la chute du PS, Flammarion, 2022.

### Filmographie
- À l'Élysée, un temps de président, documentaire de 2016 réalisé par Yves Jeuland dont Gaspard Gantzer est un des personnages centraux.